# District spécial de Rehe
Pour les articles homonymes, voir Rehe (homonymie).
Le district spécial de Rehe (chinois simplifié : 热河特别区 ; chinois traditionnel : 熱河特別區 ; pinyin : rèhé tèbié qū, est de 1914 à 1928, une subdivision administrative de la République de Chine (1912-1949). Avec le district spécial de Suiyuan, le district spécial de Chahaer et le district spécial de Chuanbian, c'est un des districts spéciaux constitués, en périphérie des 22 provinces de Chine.
Elle est remplacée en 1928 par la province du Rehe.